# Katsunari Takayama
Katsunari Takayama (高山 勝成, Takayama Katsunari) est un boxeur japonais né le 12 mai 1983 à Osaka.

## Carrière
Passé professionnel en 2000, il devient champion du monde des poids pailles WBC le 4 avril 2005 aux dépens de Isaac Bustos. Battu par Eagle Den Junlaphan le 6 août suivant, Takayama s'empare de la ceinture IBF de la catégorie face au mexicain Mario Rodríguez le 30 mars 2013. Il la conserve le 3 décembre 2013 en s'imposant aux points face à Vergilio Silvano ainsi que le 7 mai 2014 contre Shin Ono. Takayama est en revanche battu aux points par Francisco Rodriguez Jr., champion WBO de la catégorie, le 9 août 2014.
Les titres IBF et WBO étant ensuite devenus vacants, il a la possibilité de les remporter en affrontant son compatriote Go Odaira. Le combat a lieu à Osaka le 31 décembre 2014 et voit la victoire de Takayama par arrêt de l'arbitre à la 7e reprise. Après avoir à son tour laissé son titre WBO vacant en mars 2015, il conserve la ceinture IBF en battant Fahlan Sakkreerin Jr. le 22 avril 2015 à l'issue du 9e round puis  Ryuji Hara au 8e round le 27 septembre 2015.
Le 31 décembre suivant, Takayama perd son titre IBF au 6e round contre José Argumedo mais remporte à nouveau le titre vacant WBO le 20 août 2016 aux dépens de son compatriote Riku Kano. Il se retire le 14 avril 2017 s'en avoir remis sa ceinture en jeu.